# Stanisław Sołtan (szermierz)
Stanisław Sołtan, właśc. Pereświt-Sołtan (ur. 4 listopada 1915 w Sarıkamış, zm. 4 stycznia 1992 w Krakowie) – polski szermierz, trener i działacz sportowy, mistrz Polski. Mąż Marii Sołtan.

## Życiorys

### Zawodnik
W 1935 podjął studia na Wydziale Rolniczym Uniwersytetu Jagiellońskiego, których jednak nie ukończył. Był członkiem AZS, w 1936 zdobył akademickie mistrzostwo Polski w szabli, a w 1937 i 1938 w szpadzie. Po II wojnie światowej łączył karierę zawodniczą i trenerską. Był kolejno zawodnikiem krakowskich klubów Cracovii (1945), TG Sokół (1946), Wawel (1947), Budowlani Zwierzyniecki (od 1948). W 1948 zdobył indywidualne mistrzostwo Polski we florecie (jako najlepszy z Polaków - w turnieju zajął czwarte miejsce). W latach 1947, 1949 i 1950 sięgnął po drużynowe mistrzostwo Polski we florecie, a w 1951 w szabli. Był też indywidualnym wicemistrzem Polski w szpadzie (1947) i brązowym medalistą mistrzostw Polski w szabli drużynowo (1949, 1950). W 1949 zdobył brązowy medal turnieju drużynowego szablistów na akademickich mistrzostwach świata.

### Działacz i trener
Po II wojnie światowej należał do organizatorów sekcji szermierczej Cracovii i Polskiego Związku Szermierczego (PZSz). W 1947 został członkiem zarządu PZSz. W pierwszej połowie lat. 50. prowadził kurs szermierki dla studentów Wyższej Szkoły Wychowania Fizycznego w Krakowie.
W latach 1957–1960 ponownie wszedł w skład zarządu reaktywowanego PZSz. Od 1958 przewodniczył komisji trenerskiej związku. Pracował jako trener w Krakowskim Klubie Szermierzy, uczył też szermierki w PWST w Krakowie.